# Fimbristylis doliiformis
Fimbristylis doliiformis är en halvgräsart som beskrevs av Ethirajalu Govindarajalu. Fimbristylis doliiformis ingår i släktet Fimbristylis och familjen halvgräs. Inga underarter finns listade i Catalogue of Life.